# Зіновать Литвинова
Зіновать Литвинова (Chamaecytisus litwinowii) — вид квіткових рослин з родини бобових (Fabaceae).

## Біоморфологічна характеристика
Це висхідний кущ 15–40 см. Гілки рідко притиснуті ворсисті. Листочки 12–22 мм, довгасто-оберненояйцевидні до еліптичних, притиснуто ворсисті. Квітки по 5–10 в голівках, віночок 18–25 мм, стручок щільно ворсистий

## Поширення
Поширення: Україна, Росія.